# Басейн Чаду

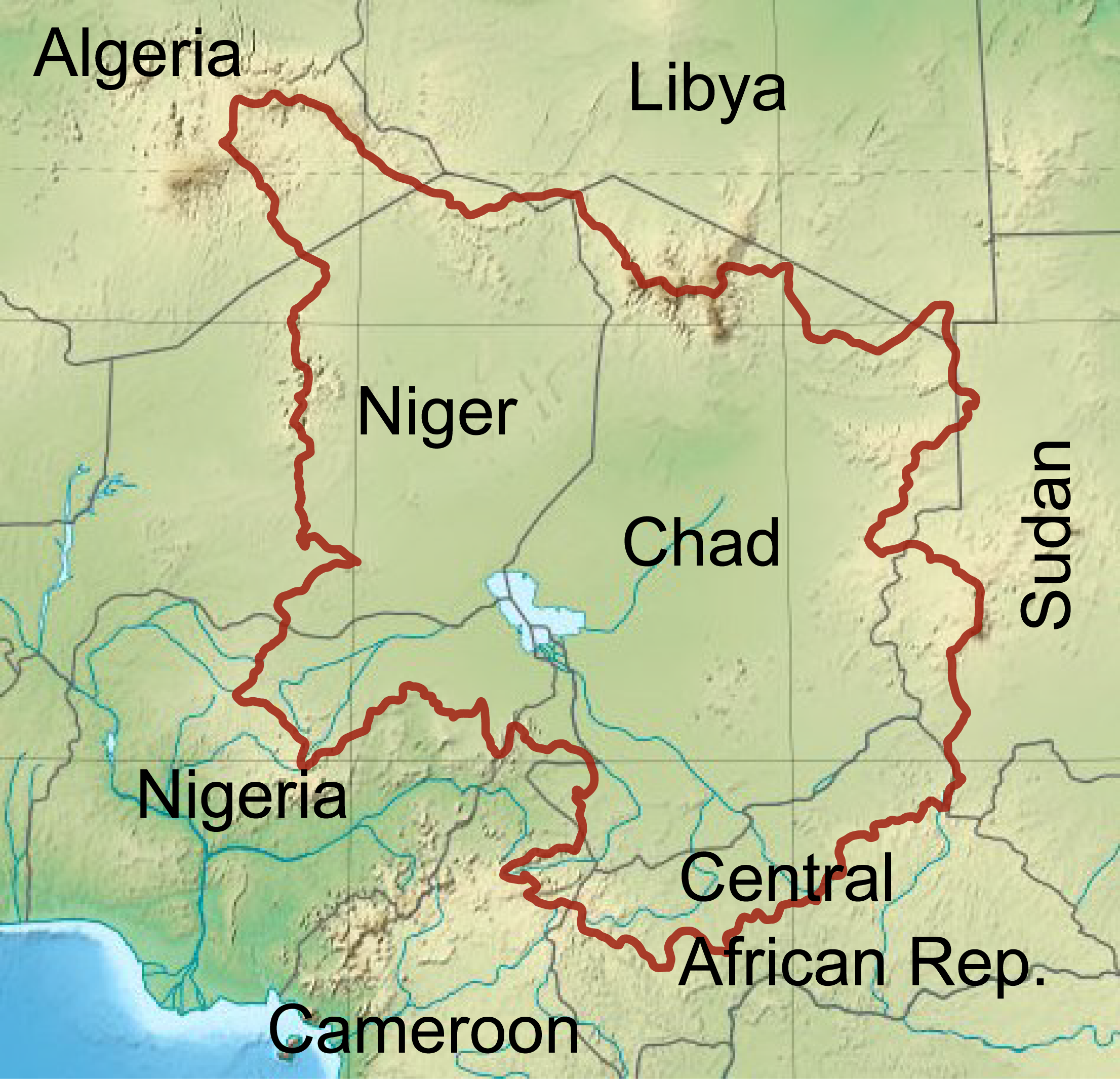
Межі басейну Чаду

Басейн Чаду — найбільша безстічна область Африки, приблизно в центрі якої знаходиться озеро Чад. Цей регіон не має виходу до моря і містить великі території напівпустель та саван. Водозбірний басейн озера Чад приблизно збігається з однойменним осадовим басейном, але простягається далі на північний схід і схід.
Басейн охоплює території кількох сучасних держав, зокрема більшу частину Чаду та значні території Нігеру, Нігерії та Камеруну. Побудова дамб, інтенсивний розвиток зрошувального землеробства, зміни клімату та зменшення кількості опадів спричиняють дефіцит водних ресурсів в регіоні.

## Геологія

Жолоб Бенуе. Північно-західне та східне продовження жолоба лежить під басейном Чаду

З геологічної точки зору Чадський басейн (площа якого менша за площу водозбірного басейну озера Чад) є фанерозойським осадовим басейном, який утворився під час розходження плит та відкриття Південної Атлантики. Басейн лежить між Західно-Африканським та Конголезьким кратонами і займає площу близько 2 335 000 км². Він утворився приблизно в той же час, що й жолоб Бенуе. На заході він сполучається з Юллеммеденським басейном через розрив Дамергу, що лежить між масивом Аїр та Зіндером. Основу осадового басейну становлять докембрійські породи фундаменту, перекриті шаром осадових порід завтовшки понад 3600 м.
Басейн міг утворитися в результаті перетину Аїр-Чадського жолоба, що проходить з північного заходу на південний захід, і Тібесті-Камерунського жолоба, що проходить з північного сходу на південний захід. Ці жолоби є продовженням жолоба Бенуе, який тягнеться від Гвінейської затоки на північний схід до краю Чадського басейну. Ще одне розширення цього жолоба йде від нинішнього озера Чад до рифтової структури Тенере, розташованої на схід від масиву Аїр. Основу південної частини басейну складає інша витягнута западина, яка проходить від рукава Йола (частини жолоба Бенуе) на схід/північний схід.

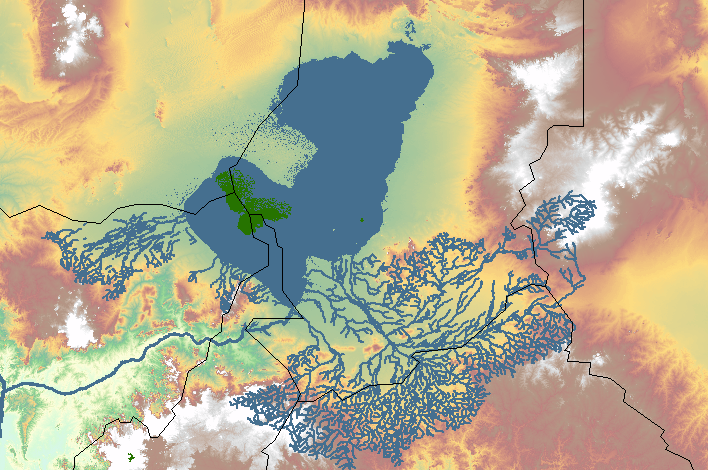
Східна частина Чадського басейну. Показане голоценове озеро Мега-Чад у його максимальному розмірі, а також річкові системи Шарі (на півдні) та Бенуе (на південному заході) Сучасне озеро Чад позначене зеленим кольором.

В минулому Чадський басейн неодноразово опускався нижче рівня моря. У північно-східній частині жолоба Бенуе, де він входить у басейн Чад, знайдені пізньокрейдові морські відклади віком 100,5–66 млн. років. Здається, що шар цих відкладів значно товщий на північному сході. У свердловинах під Майдугурі на глибині 400 м були виявлені морські відклади, які перекривають континентальні відклади, що залягають на глибині 600 м. Здається, море відступило із західної частини басейну в туроні (93,5–89,3 млн. років тому). У маастрихті (72,1–66 млн. років тому) захід Чадського басейну вже був не-морським, але південний схід, ймовірно, все ще був заповнений водами моря. Жодних морських відкладів з палеоцену (66–56 млн. років тому) та пізніших періодів у Чадському басейні не було знайдено.
Протягом більшої частини четвертинного періоду (від 2,6 мільйонів років тому до сьогодення), Чадський басейн був величезною, добре зволоженою рівниною з численними річками та іншими водоймами, багатою флорою і фауною. Ближче до кінця цього періоду клімат став більш сухим. Приблизно 20-40 тисяч років тому на півночі басейну почали формувалися еоліантові піщані дюни. Під час голоцену, близько 11 000 років тому, значну частину Чадської западини охоплювало велетенське озеро Мега-Чад площею понад 350 000 км². Води цього озера стікали в Атлантичний океан через річку Бенуе. Стратиграфічні дослідження показали, що площа Мега-Чаду коливалася зі змінами клімату, і свою максимальну площу воно мало приблизно 6000 років тому. Рештки риб та молюсків цього періоду знаходять у теперішніх пустельних регіонах.

## Географія водозбірного басейну
Водозбірний басейн озера Чад охоплює близько 8 % африканського континенту, його площа становить приблизно 2 434 000 км². Плоскогір'я Аїр та масив Терміт в Нігері є його західною межею. На північний схід від басейну Чаду, в Алжирі, знаходиться плато Тассілі-н'Адджер, найвищою вершиною якого є Джебель-Азао висотою 2158 м. На північ від басейну розташовані гори Тібесті, які включають Емі-Куссі, найвищу гору Сахари висотою 3415 м. На північний схід від басейну розташоване плато Еннеді висотою 1450 м, а на схід — нагір'я Вадаї та гора Марра в Дарфурі заввишки 3088 м. На південь від басейну Чаду розташовані плоскогір'я Амадава, плато Джос, плато Біу та гори Мандара.
На заході басейн Чаду відділений вододілом від басейну річки Нігер, а на півдні він відділений куполом фундаменту від басейну Бенуе. Далі на схід вододіли відділяють його від басейнів Конго та Нілу.
Найнижчою частиною басейну є не озеро Чад, а западина Боделе, розташована за 480 км на північний схід від озера. Найглибша частина западини Боделе лежить на висоті 155 м над рівнем моря, а поверхня озера Чад — на висоті 275 м над рівнем моря.

Кліматична мапа басейну Чаду

Басейн Чаду охоплює території восьми країн:
| Країна                           | Незалежна з | Площа в межах басейну (км²) | % від загальної площі басейну | % від країни в межах басейну |
| -------------------------------- | ----------- | --------------------------- | ----------------------------- | ---------------------------- |
| Алжир                            | 1962        | 93,451                      | 3.9%                          | 3.9%                         |
| Камерун                          | 1960        | 50,775                      | 2.1%                          | 10.7%                        |
| Центральноафриканська Республіка | 1960        | 219,410                     | 9.2%                          | 35.2%                        |
| Чад                              | 1960        | 1,046,196                   | 43.9%                         | 81.5%                        |
| Лівія                            | 1947        | -                           | <1%                           | <1%                          |
| Нігер                            | 1960        | 691,473                     | 29.0%                         | 54.6%                        |
| Нігерія                          | 1960        | 179,282                     | 7.5%                          | 19.4%                        |
| Судан                            | 1956        | 101,048                     | 4.2%                          | 4.0%                         |
| Всього                           |             | 2,381,635                   | 100%                          |                              |

## Клімат і екологія

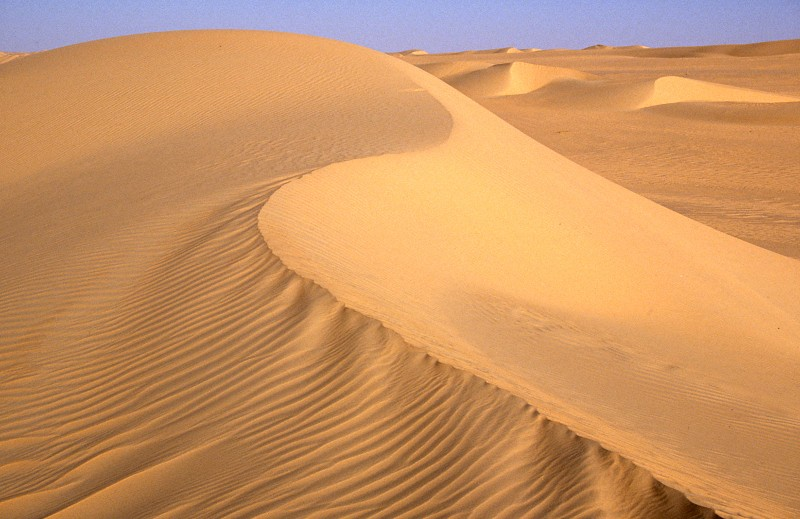
Піщані дюни в пустелі Білма

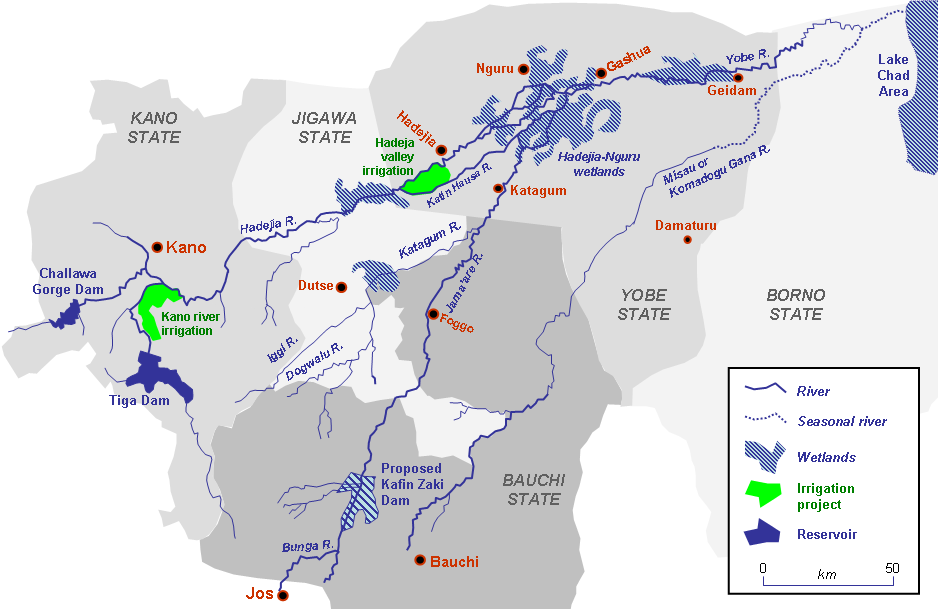
Мапа басейну Комадугу-Йобе

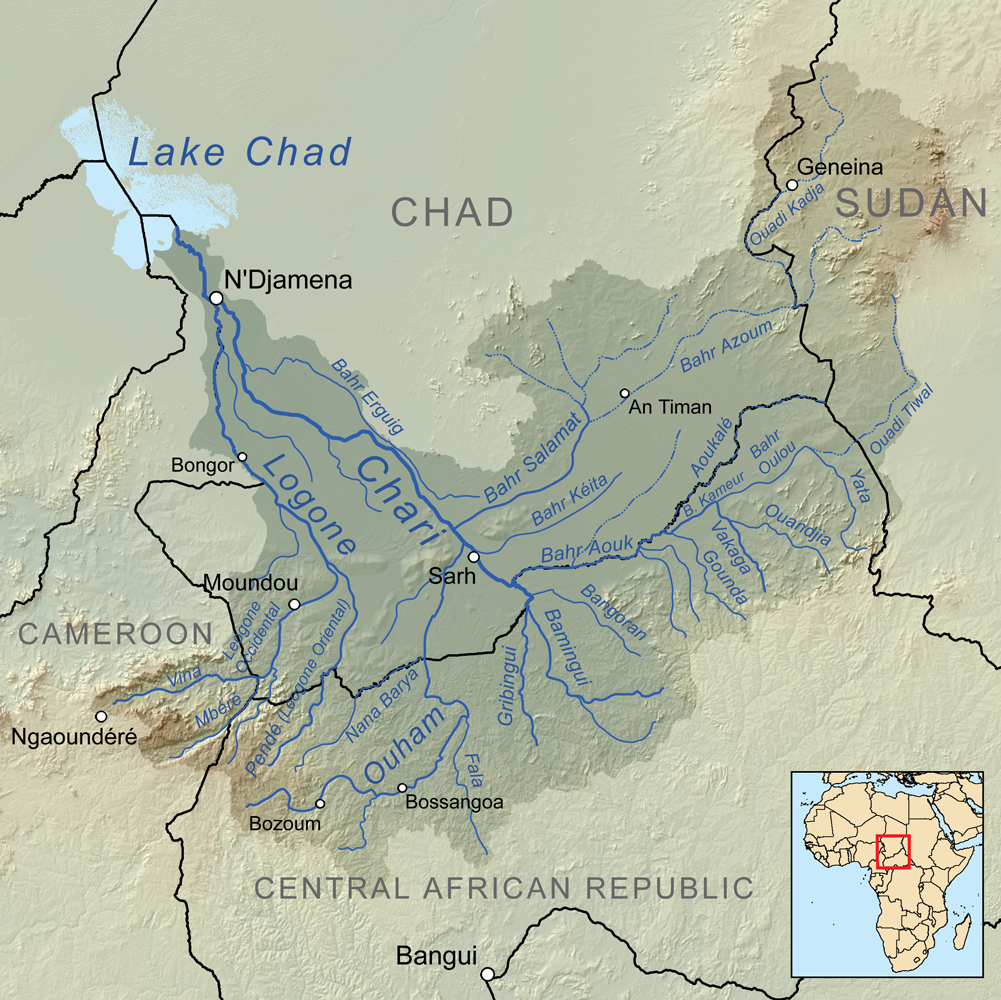
Мапа басйену Шарі

Північна половина басейну лежить в межах Сахари і включає піщані пустелі Тенере, Білма та Джураб. На південь від них простягається пояс сухих саван та чагарників Сахелю і Судану. Вздовж річок тут зустрічаються галерейні ліси, затоплювані савани та водно-болотні угіддя. На крайньому півдні басейну поширені сухі ліси. Середньорічна кількість опадів на півночі басейну дуже невелика, а на півдні вона збільшується до 1200 мм. Більшість опадів випадають влітку, під час сезону дощів.
Аж до початку XXI століття басейн Чаду залишався домом для великих популяцій диких тварин. У саванах Сахелю зустрічаються пустельні адакси (Addax nasomaculatus) та сахарські газелі (Gazella dama), в суданських саванах — коррігуми (Damaliscus lunatus korrigum) та рудолобі газелі (Eudorcas rufifrons), а у водно-болотних угіддях — північні журавлі-вінценоси (Balearica pavonina) та інші водоплавні й коловодні птахи. В басейні Чаду зустрічаються великі популяції саванних слонів (Loxodonta africana), північних жирафів (Giraffa camelopardalis) та левів (Panthera leo). Раніше тут також мешкали західні чорні носороги (Diceros bicornis longipes), однак наразі вони вимерли. Слони також майже вимерли до кінця XIX століття через європейський та американський попит на слонову кістку, однак з тих пір їхні популяції відновилися.

## Водні ресурси

### Річки
На півдні Нігеру протікає сезонна річка Корама, однак її води наразі не досягають озера Чад, а губляться в пісках Сахелю. На північному сході Нігерії розташовані два суббасейни, річки яких живлять озеро Чад. Північний суббасейн Хадеджіа-Джамааре-Йобе включає річки Хадеджіа та Джамааре, які живлять водно-болотні угіддя Хадеджіа-Нгуру, що замайють площу близько 6000 км². У цих водно-болотних угіддях річки зливаються, утворюючи річку Комадугу-Йобе, яка тече 300 км вздовж нігеро-нігерійського кордону та впадає у озеро Чад, забезпечуючи щороку притік близько 0,5 км³ води. Будівництво дамб вище за течією та розвиток зрошувального землеробства зменшили потік води і заплави почали висихати. Південніше розташований суббасейн Єдсерам-Нгадда, який включає річки Єдсерам і Нгадда, які зливаються, утворюючи болото площею 80 км² на південний захід від озера Чад. Значного стоку води з болота в озеро немає.
Через територію Центральноафриканської Республіки протікають річки Шарі та Логон, які впадають в Чад з південно-східного боку. Обсяг води, що надходить з ЦАР до Чаду щорічно, зменшився з приблизно 33 км³ у 1970-х роках до 17 км³ у 1980-х роках. Ще від 3 км³ до 7 км³ через річку Логон щороку надходить з Камеруну. На річки Шарі та Логон припадає близько 95 % притоку води в озеро Чад. 

### Підземні води
У нігерійській частині Чадського басейну верхній водоносний горизонт представлений шаром ранньоплейстоценових алювіальних відкладів, перекритих молодими піщаними дюнами завтовшки 15-100 м. Цей водоносний горизонт складається з прошарків пісків, глин і алевритів, серед яких трапляються глиняні лінзи. Він живиться за рахунок стоку та опадів. Місцеве населення отримує доступ до води за допомогою викопаних вручну колодязів і неглибоких свердловин та використовує її для домашніх потреб, вирощування овочів і напування худоби. Нижче цього водоносного горизонту, під товщею сірих або блакитно-сірих занклійських глин, знаходиться другий водоносний горизонт, що залягає на глибині від 240 до 380 метрів. Через інтенсивне відкачування води з початку 1980-х років рівень води в обох водоносних горизонтах знизився, а деякі свердловини більше не функціонують. Існує третій, значно глибший водоносний горизонт, складений бімськими пісковиками, що залягають на глибині від 2700 до 4600 метрів.

## Управління ресурсами
У 1964 році Камеруном, Чадом, Нігером та Нігерією була створена Комісія з басейну озера Чад. Комісія регулює користування водними та іншими ресурсами в басейні озера Чад. Хоча розміри озера значно коливаються з року в рік, загальна тенденція полягає в тому, що рівень води в озері зменшується. Була висловлена пропозиція постачати воду з басейну Конго через канал довжиною 2400 км, але для того, щоб втілити цей проект, необхідно подолати серйозні політичні, технічні та економічні проблеми.

## Населення

### Історія

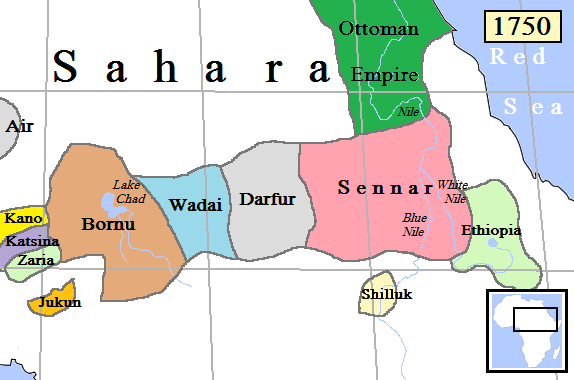
Країни Сахелю та Судану у 1750 році

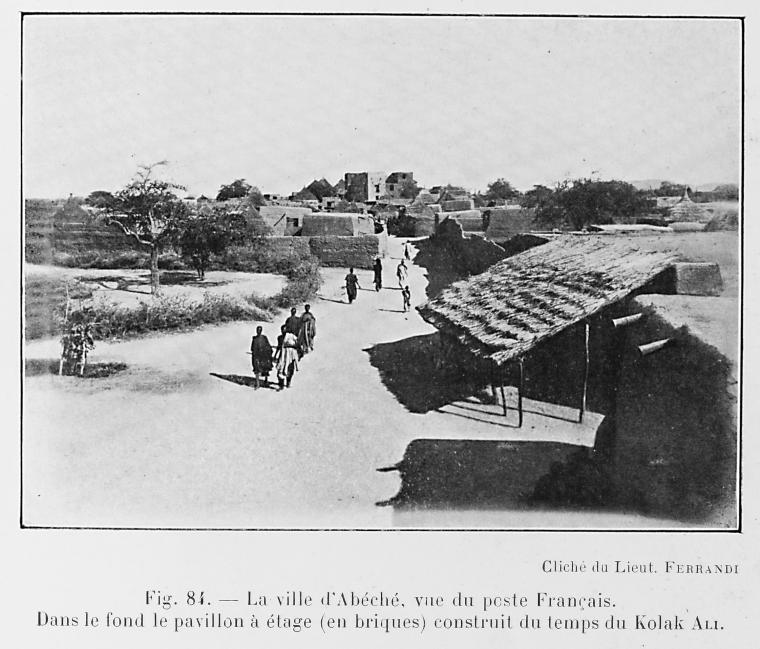
Абеше, столиця Вадаї, у 1918 році під французьким пануванням

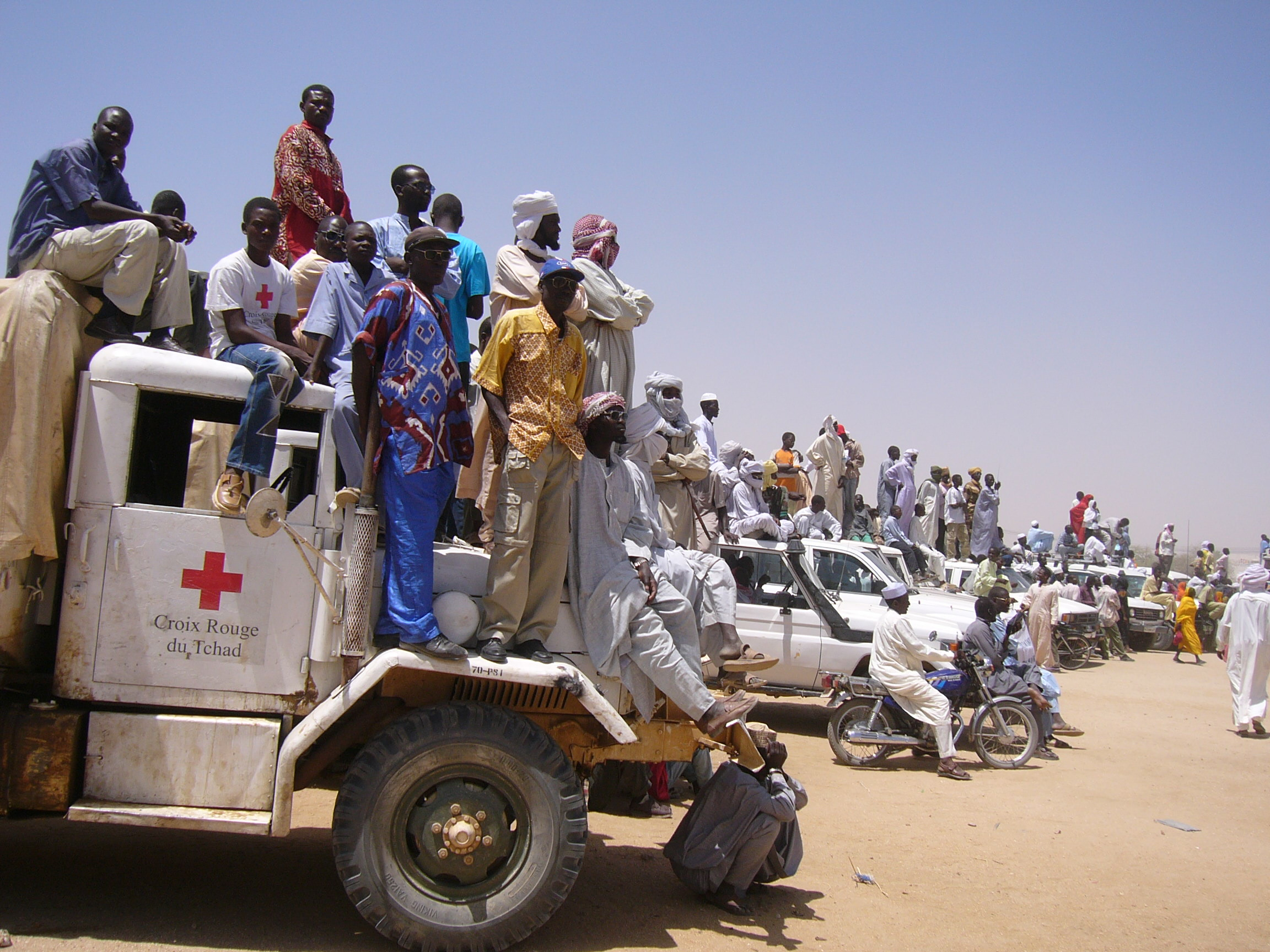
Люди в Чаді (2005 рік)

Люди живуть у внутрішній частині басейну Чаду вже принаймні вісім тисяч років. У 1000-х роках до н.е. навколо озера Чад люди займалися землеробством і тваринництвом, а приблизно у 500-х роках до н.е., на початку залізної доби, на південь від озера Чад вони почали засновувати постійні поселення. Через басейн Чаду проходили важливі торговельні шляхи, що вели на схід і північ через Сахару. З V століття н.е. каравани верблюдів почали використовуватися у транссахарській торгівлі через Феццан або Дарфур. Рабів і слонову кістку обмінювали на сіль, коней, скляне намисто, а пізніше — на вогнепальну зброю. Після того, як у VII-VIII століттях араби завоювали Північну Африку, зв'язки між басейном Чаду та мусульманським світом почали ставати все більш тісними.
Торгівля та вдосконалені методи сільського господарства дозволили створити більш складні суспільства. У середньовіччі в регіоні були засновані королівства Канем, Вадаї та Багірмі. Наймогутнішим з них був Канем, який у VIII столітті поширив свою владу на території на північ і схід від озера Чад. Королі Канему з династії Сайфава прийняли іслам до початку XII століття. У XIV столітті імперія Канем прийшла в занепад, скоротилася в розмірах і була розбита загарбниками білала, що прийшли з регіону навколо озера Фітрі. Канурі під проводом Сайвафідів мігрували на захід і південь від озера Чад, де заснували імперію Борну. До кінця XVI століття імперія Борну розширилася і відбила частину колишньої імперії Канем у білала. Султанати Дамагарам і Багірмі, що лежали на захід і південний схід від Чаду відповідно, були державами-сателітами імперії Борну.
У XVI столітті тунджурці заснували імперію Вадаї на схід від Борну. У XVII столітті народ маба повстав і заснував мусульманську династію. Спочатку вадайці платили данину Борну та Дарфуру, але до початку XVIII століття султанат Вадаї став повністю незалежним і почав вести агресивні війни проти своїх сусідів. На захід від Борну до початку XV століття наймогутнішим з хауських держав стало королівство Кано, яке встановило нестабільне перемир'я з королівством Кацина на півночі. Обидва королівства прийняли іслам у XV-XVI століттях і були поглинені халіфатом Сокото під час війни Фулані у 1805 році, яка загрожувала самому Борну.
Під час Берлінської конференції 1884-1885 років Африку було поділено між європейськими колоніальними державами. Вони встановили кордони між колоніями, які у майже незмінному вигляді стали кордонами нинішніх постколоніальних держав. 5 серпня 1890 року британці та французи уклали угоду про встановлення кордону між Французькою Західною Африкою та колоніями, які в майбутньому стануть Нігерією. Кордон був проведений вздовж лінії від Се на річці Нігер до Барви на озері Чад, залишаючи халіфат Сокото в британській сфері. Парфе-Луї Монтейль очолив експедицію, щоб з'ясувати, де насправді пролягає ця лінія. 9 квітня 1892 року він досяг Кукави на березі озера Чад. Протягом наступних двадцяти років велика частина басейну Чаду була шляхом договорів або силою включена до складу Французької Західної Африки. 2 червня 1909 року столиця Вадаї Абеше була окупована французами. Решта басейну (Нігерія та Камерун) була захоплена британцями, які розбили армію халіфату Сокото під столицею Кано у 1903 році, та німцями. Країни басейну відновили свою незалежність між 1956 і 1962 роками, зберігши колоніальні адміністративні кордони.
У 2009 році в штаті Борно на північному сході Нігерії почалося повстання Боко-Харам, яке призвело до значних руйнувань в регіоні.
Населення регіону стрімко зростає. Станом на 2011 рік у басейні Чаду проживало понад 30 мільйонів людей. Серед етнічних груп, що населяють регіон, слід відзначити народи канурі, маба, будума, хауса, канембу, котоко, баггара, хаддад, фульбе та манга. Найбільшими містами є Кано та Майдугурі в Нігерії, Маруа в Камеруні, Нджамена в Чаді та Діффа в Нігері.

### Економіка
Основними видами економічної діяльності в регіоні є землеробство, скотарство та рибальство. Щонайменше 40 % сільського населення басейну є бідним і відчуває хронічну нестачу їжі. Достатня для ведення землеробства кількість дощів випадає лише на півдні басейну Чаду. Навколо самого озера землеробство ведеться переважно в заплавах річок. Кочові скотарі мігрують зі своєю худобою на луки у північній частині басейну на кілька тижнів під час кожного короткого сезону дощів, де тварини пасуться на поживній траві. Коли починається сухий сезон, вони повертаються на пасовища навколо озер і заплав, або кочують в савани далі на південь.
У період 2000-2001 рр. рибальство в басейні озера Чад забезпечувало їжею та доходом понад 10 мільйонів людей. В цей час в регіоні було виловлено 70 000 тон риби. Рибальство традиційно керується системою, де кожне село має права на певну частину річки, водно-болотних угідь або озера, а рибалки з інших місцевостей повинні отримати дозвіл і заплатити за ловлю риби у водоймі. Уряди лише в обмеженій мірі запровадили правила та норми, які регулюють традиційну систему. Методи управління рибальством в різних частинах регіону відрізняються. Наприклад, на річці Катагум в нігерійському штаті Джигава, село проводить раду, на якій забирають частину улову у кожного рибалки та перерозподіляють її між селянами, або продають її та використовують виручені кошти на комунальні проекти. Місцева та традиційна влада шукають можливості збільшити ренту, збираючи ліцензійні збори за допомогою поліції чи армії.